# Пинкус, Антон Евгеньевич
Анто́н Евге́ньевич Пи́нкус (род. 4 ноября 1989, Чайковский, Пермская область, СССР) — российский легкоатлет, специализирующийся в беге на средние дистанции. Серебряный призёр чемпионата России в помещении 2014 года в беге на 1500 метров. Мастер спорта России.

## Биография
В начале своего спортивного пути совмещал занятия лёгкой атлетикой со спортивными танцами, где достиг небольших успехов. Вместе с партнёршой Луизой Сафиной в 2009 году он стал победителем региональных турниров в Сарапуле (Европейская программа) и Ижевске (двоеборье).
С 2010 года начал целенаправленно готовиться к легкоатлетическим стартам под руководством Виктора Васильевича Созинова. Основной специализацией спортсмена стали дистанции 800 и 1500 метров. На них он выступал на чемпионатах России 2011-го и 2012-го годов, но занимал в итоговых протоколах лишь места во втором-третьем десятке. В 2012 году выполнил норматив мастера спорта.
Существенного прогресса в результатах Пинкусу впервые удалось добиться в летнем сезоне 2013 года. На командном чемпионате России в конце мая он занял 4-е место с личным рекордом 3.43,50. Спустя 2 месяца на летнем первенстве страны в тактическом финале дистанции 1500 метров он занял 6-е место (3.48,55). Наконец, в зимнем сезоне 2014 года Антону покорилась очередная высота — серебро национального чемпионата. В упорной борьбе за титул он уступил всего 0,02 с победителю Валентину Смирнову, серьёзно улучшив личный рекорд — 3.41,67.
В 2014 году закончил Чайковский государственный институт физической культуры.

## Основные результаты
| Год  | Турнир                       | Место проведения  | Дисциплина | Место | Результат |
| ---- | ---------------------------- | ----------------- | ---------- | ----- | --------- |
| 2011 | Чемпионат России             | Чебоксары, Россия | 800 м      | 29-е  | 1.50,87   |
| 2011 | Чемпионат России             | Чебоксары, Россия | 1500 м     | 26-е  | 3.47,83   |
| 2012 | Командный чемпионат России   | Сочи, Россия      | 800 м      | 11-е  | 1.51,69   |
| 2012 | Командный чемпионат России   | Сочи, Россия      | 1500 м     | 8-е   | 3.46,47   |
| 2012 | Чемпионат России             | Чебоксары, Россия | 800 м      | 28-е  | 1.50,86   |
| 2012 | Чемпионат России             | Чебоксары, Россия | 1500 м     | 17-е  | 3.45,76   |
| 2013 | Чемпионат России в помещении | Москва, Россия    | 800 м      | 30-е  | 1.51,27   |
| 2013 | Чемпионат России в помещении | Москва, Россия    | 1500 м     | 13-е  | 3.48,19   |
| 2013 | Командный чемпионат России   | Сочи, Россия      | 800 м      | 17-е  | 1.50,97   |
| 2013 | Командный чемпионат России   | Сочи, Россия      | 1500 м     | 4-е   | 3.43,50   |
| 2013 | Кубок России                 | Ерино, Россия     | 800 м      | 20-е  | 1.51,35   |
| 2013 | Кубок России                 | Ерино, Россия     | 1500 м     | 6-е   | 3.45,63   |
| 2013 | Чемпионат России             | Москва, Россия    | 800 м      | 49-е  | 1.51,75   |
| 2013 | Чемпионат России             | Москва, Россия    | 1500 м     | 6-е   | 3.48,55   |
| 2014 | Чемпионат России в помещении | Москва, Россия    | 1500 м     | 2-е   | 3.41,67   |
| 2014 | Чемпионат России в помещении | Москва, Россия    | 3000 м     | 7-е   | 8.07,09   |